# Jimkrieghita
La jimkrieghita és un mineral de la classe dels minerals orgànics.

## Característiques
La jimkrieghita és un compost orgànic de fórmula química Ca(C₂H₃O₃)₂. Va ser aprovada com a espècie vàlida per l'Associació Mineralògica Internacional l'any 2023, i va ser publicada a la revista internacional The Canadian Journal of Mineralogy and Petrology per Hexiong Yang et al. en el mes de febrer de 2025 amb el títol «Jimkrieghite, Ca(C₂H₃O₃)₂, a New Glycolate Mineral, from the Santa Catalina Mountains, Tucson, Arizona, USA». Cristal·litza en el sistema ortoròmbic. És el tercer mineral glicolat després de la lazaraskeïta i l'stanevansita.
Les mostres que van servir per a determinar l'espècie, el que es coneix com a material tipus, es troben conservades a les col·leccions del Museu de minerals i gemmes Alfie Norville de la Universitat d'Arizona, a Tucson (Arizona, Estats Units), amb el número de catàleg: 22728, i al projecte RRUFF, amb el número de mostra: r220012.

## Formació i jaciments
Va ser descoberta a Western end, a la serralada de Pusch dins el comtat de Pima (Arizona, Estats Units). Aquest indret és l'únic a tot el planeta on ha estat descrita aquesta espècie mineral.